# Лопес Галаче, Серхио
Серхио Лопес Галаче (исп. Sergio López Galache; род. 8 апреля 1999, Ремшайд, Северный Рейн-Вестфалия) — испанский футболист, защитник клуба «Базель».

## Клубная карьера
Лопес — воспитанник клубов «Саламанка», «Санта-Марта» и «Реал Мадрид». 26 августа 2018 года в матче против дублёров «Лас-Пальмаса» он дебютировал в Первом дивизионе Испании в составе дублёров последних. Летом 2020 года Лопес на правах аренды перешёл в «Реал Вальядолид», где выступал за дублирующий состав. 15 декабря в поединке Кубка Испании против «Кантолагуа» он дебютировал за основной состав.
Летом 2021 года Лопес перешёл в швейцарский «Базель». 25 июля в матче против «Грассхоппера» он дебютировал в швейцарской Суперлиге. 1 августа в поединке против «Сьона» Серхио забил свой первый гол за «Базель». 